# Sauguis-Saint-Étienne
Sauguis-Saint-Étienne (tiếng Basque: Zalgize-Doneztebe) là một xã thuộc tỉnh Pyrénées-Atlantiques trong vùng Nouvelle-Aquitaine miền tây nam nước Pháp.